# 江尻立真
江尻 立真（えじり たつま、1975年6月18日 - ）は、日本の漫画家。京都府綴喜郡田辺町（現・京田辺市）出身。男性。血液型はO型。金沢大学卒業。

## 経歴
- 1999年、『赤マルジャンプ』1999WINTERにて読切『CHILDS』で漫画家としてデビュー。
- 2003年、『週刊少年ジャンプ』25号にて都市伝説をテーマにした読切『World 4u_』を発表。この作品はその後も数回掲載され、またHP上にて都市伝説の募集なども行われた。
- 2006年、『週刊少年ジャンプ』43号より卓球を題材にした『P2! - let's Play Pingpong! -』で初連載を開始（2007年52号まで連載）。
- 2008年、『ジャンプスクエア』4月号にて『World 4u_』を掲載。
- 2011年、『最強ジャンプ』2011年春号より『おじゃる丸』（原案：犬丸りん）を、『スーパーダッシュ&ゴー!』創刊号より『パパのいうことを聞きなさい!〜空色の響き〜』連載開始。
- 2014年、『少年ジャンプ+』にて『World 4u_』を連載開始。

## 人物
- いとこに『週刊少年サンデー超』（小学館）や『マガジンSPECIAL』（講談社）で連載経験のある忍野慶殊がいる[1]。
- 尾田栄一郎の元アシスタントであるが、画風は全く異なる。尾田から江尻への愛称は「エジリン」[2]。
- 好きな漫画は『ONE PIECE』『HUNTER×HUNTER』『ピンポン』[3]。

## 主な作品
- CHILDS（読切『赤マルジャンプ』1999WINTER、47ページ） - デビュー作。超能力者である故に世間から弾かれてしまった少年達を描いたハードボイルドファンタジー。2009年現在、単行本には未収録。
- Oasis Dancer（読切『赤マルジャンプ』1999SUMMER、49ページ） - 砂漠と古代遺跡を舞台としたファンタジー。2009年現在、単行本には未収録。
- World 4u_
  - （読切『週刊少年ジャンプ』2003年25号）
  - （読切『週刊少年ジャンプ』2004年6・7合併号）
  - （読切『ジャンプ the REVOLUTION!』2005）
  - （読切『週刊少年ジャンプ』2006年3号）
  - （読切『ジャンプスクエア』2008年4月号）
  - （読切『最強ジャンプ』2014年8月号）
  - （連載『少年ジャンプ＋』2014年11月21日 - 2015年3月8日）既刊2巻
- P2! - let's Play Pingpong! -（連載『週刊少年ジャンプ』2006年43号 - 2007年52号、『赤マルジャンプ』2008Winter）全7巻
- メゾン・ド・P2!（読切『赤マルジャンプ』2007SPRING） - 大石浩二との合作。
- おじゃる丸（『最強ジャンプ』2011年春号 - 2014年9月号） - 原案：犬丸りん 全1巻
- パパのいうことを聞きなさい!〜空色の響き〜（『スーパーダッシュ&ゴー!』2011年12月号 - 2013年2月号） - 原作:松智洋 全2巻
- Infini-T Force 未来の描線（『月刊ヒーローズ』2015年12月号 - 2020年12月号→『コミプレ』2020年11月27日 - 12月25日） - 原作・企画：タツノコプロ、脚本：小太刀右京 全10巻
- タツノコ60thアンソロジー 第1弾 新訳ゴーダム〜ゴワッパー5〜（『コミプレ』2021年11月26日）[4][5] - 企画：タツノコプロ、読切。
- 機動戦士ガンダム 赤い三巨星（『月刊ガンダムエース』2023年5月号 - 連載中） - シナリオ：関西リョウジ、協力：BANDAI SPIRITS ホビーディビジョン、バンダイナムコアミューズメント[6]

## アシスタント歴
- 尾田栄一郎[2]
- 小林尽[注 1]

## アシスタント
- 中島諭宇樹[7]
- 村瀬克俊[7]
- 藤巻忠俊[7]